# Hypnodendron comatum
Hypnodendron comatum är en bladmossart som beskrevs av Andries Touw 1971. Hypnodendron comatum ingår i släktet Hypnodendron och familjen Hypnodendraceae. Inga underarter finns listade i Catalogue of Life.